# Marlborough (Connecticut)
Marlborough es un pueblo ubicado en el condado de Hartford en el estado estadounidense de Connecticut. En el año 2005 tenía una población de 6.267 habitantes y una densidad poblacional de 104 personas por km².

## Geografía
Marlborough se encuentra ubicada en las coordenadas 41°38′07″N 72°29′14″O / 41.63528, -72.48722.

## Demografía
Según la Oficina del Censo en 2000 los ingresos medios por hogar en la localidad eran de $80,265, y los ingresos medios por familia eran $90,346. Los hombres tenían unos ingresos medios de $53,789 frente a los $41,959 para las mujeres. La renta per cápita para la localidad era de $35,605. Alrededor del 2.2% de la población estaban por debajo del umbral de pobreza.